# Бриганти
Бригантите били келтско племе, населяващо днешна Великобритания. Вероятно те били по-точно слаба конфедерация от родствени племена, които живеели между Хъмбър (Humber) и Тайн (Tyne). Името на племето идва от келтската богиня Бригантия.
За разлика от келтските си съседи на юг, бригантското общество било предимно пастирско. Те използвали гърнета и паници от дърво и кожа, въпреки че със сигурност те имали познания за технологията на производство на грънчарски изделия.

## Римско нашествие
По време на нахлуването на римляните през 43 г. бригантите вероятно били най-мощното келтско племе във Великобритания. Отначало те, водени от кралицата си Картимандуа (Cartimandua), поддържали приятелски взаимоотношения с римляните, играейки ролята на „кралство-клиент“, т.е. кралство под надзора на Рим.
В действителност Картимандуа е тази, която предава Каратакус (Caracatus) на римляните, като по този начин лишава Келтска Британия от нейния най-влиятелен и непоколебим водач на съпротивата. Това било типично за келтските племена, които се биели помежду си прекалено дълго, за да представляват сериозна пречка пред римското настъпление.
Картимандуа имала причина да бъде благодарна на съюзниците си от Рим; през 57 г. съпругът ѝ Венетиус (Venetius) се опитал да завземе властта, но римляните потушили бунта. Двойката се помирила за известно време и управлявала заедно до 69 г., когато Картимандуа напуснала Венециус заради оръженосеца му, Велокатус (Vellocatus). В крайна сметка тя избягала от владенията на бригинтите и повече не се върнала.
През 73 г. губернаторът Петилиус Цериалис (Petillus Cerialis) нахлува в територията на бригантите и побеждава Венетиус, но продължителните вълнения довели до анексирането на бригантинската територия от страна на Агрикола (Agricola) през 79 г. Исуриум (днешен Алдбъро, близо до Рипон) става административен център на бригантите, въпреки че няма сведения, че той е бил населен преди нашествието на римляните.
През 138 г. те вдигнали бунт срещу император Антонин Пий, който се опитвал да ги изтласка на север от Адриановата стена, в днешна Шотландия. Римляните под командата на Лолиус Урбицус (Lollius Urbicus) бързо потушили бунта. През 154 г. бригантите отното възстават, но резултатите са подобни.
Някои археологически доказателства сочат, че е имало бригантско присъствие и в Ирландия; със сигурност картата на Птолемей от II век показва бригантите там, а разкопките на остров Ламбей разкриват бригантски артефакти от края на I век. Това може да означава, че част от бригантите избягали от своите територии в Британия след римската окупация.

## Издълбани глави
На местата, обитавани някога от бригантите, са намерени над 2000 издълбани глави. За тях се смята, че имат древен произход, въпреки че точната датировка е почти невъзможна. Можем да прием, че дълбаенето на глави не е било ограничено само в Желязната епоха, и е било вид ритуално или религиозно изразяване, продължило от най-късно Желязната епоха до днешни времена, въпреки че причините и мотивите вече са се променили.
Някои келтски глави със сигурност имат доказуем древен произход, а тяхното местоположение създава непосредствена връзка между религиозните обичаи и дълбането на глави.
Църквата Сейнт Майкълс, Браф, в Уестморланд е добър пример за издълбана глава с вероятно древен произход. Тази глава е издълбана в долния пласт на норманската кула на църквата, която без съмнение е била преправена поне няколко пъти през всичките тези години. Главата обаче не подхожда на композицията на днешната църква и знайки, че църквата е построена върху римски храм или параклис на римско укрепление, можем да твърдим, че мястото е било религиозно средище от поне 2000 години. Римляните обикновено построявали храмовете си върху или покрай храмовете на местните народи, така че с основание може да се твърди, че това място е било келтски ритуален център и че дълбаенето било вдъхновено от местните вярвания през Желязната епоха, в случай че корените му не са в Желязната епоха.